# سیسل اوندهایم
سیسل اوندهایم (انگلیسی: Sissel Undheim؛ زادهٔ ۱ ژانویهٔ ۱۹۷۴) مورخ دین استاد در دانشگاه برگن اهل نروژ است.